# 鉤菊石
鉤菊石（學名：Ancyloceras），又名勾菊石，是生存在下白堊紀海洋中的一屬菊石。為鉤菊石科的模式屬。其化石分布於世界各地。

## 特徵
和鉤菊石科下許多與本屬有親密關係的菊石一樣，鉤菊石的外殼有很大一部分沒有盤捲，形成鉤狀的外形，因而得名。殼表的橫向肋條隨著殼體的成長，由細密逐漸變得較粗而疏；此外，後期殼體的表面可見清晰的瘤狀殼飾之發育。

## 物種
- Ancyloceras audouli Astier, 1851
- Ancyloceras fallauxi Uhlig, 1883
- Ancyloceras mantelli Casey, 1960
- Ancyloceras matheronianum d'Orbigny, 1842
- Ancyloceras vandenheckii Astier, 1851[2]